# Querfurt

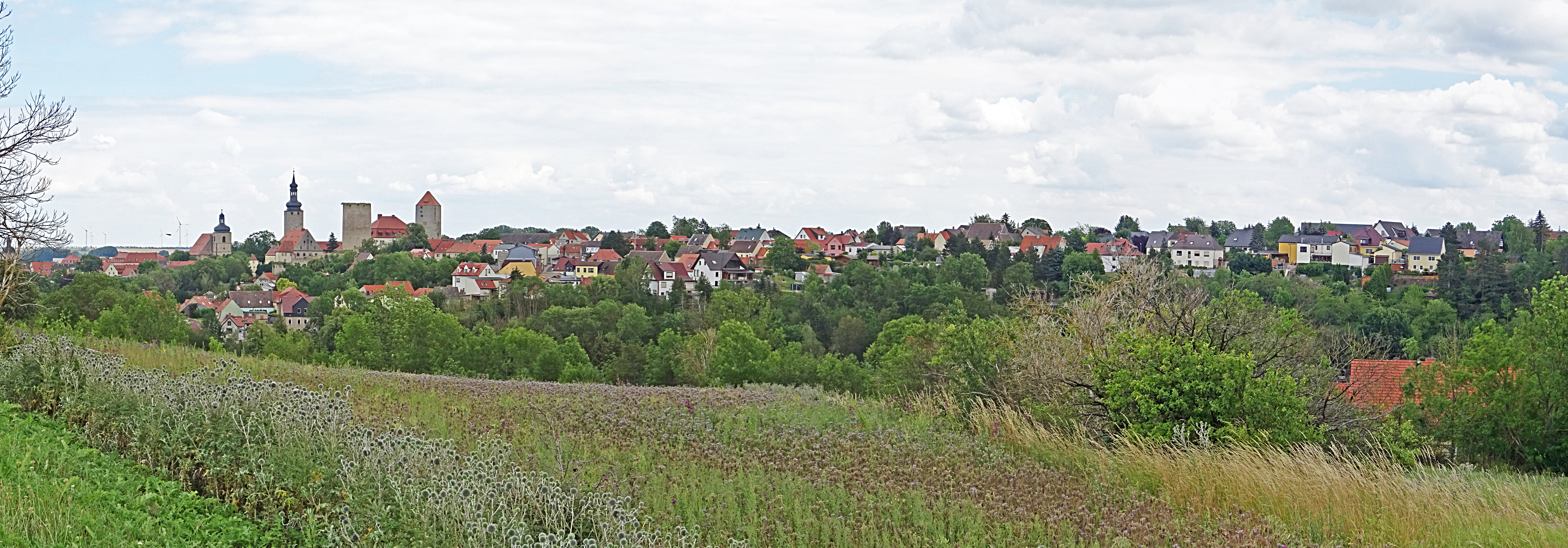
Stadtansicht von Westen

Querfurt ist eine Stadt im Saalekreis in Sachsen-Anhalt (Deutschland). Sie liegt westlich von Halle (Saale).

## Geografie
Die Stadt Querfurt liegt im südöstlichen Harzvorland auf der sogenannten Querfurter Platte im Tal der namensgebenden Querne. Sie durchfließt die Altstadt von West nach Ost.

### Stadtgliederung
Folgende Stadtteile sind ausgewiesen:
| Ortschaft                                             | Eingemeindung  | Die Ortschaften von Querfurt (anklickbare Karte) |
| ----------------------------------------------------- | -------------- | ------------------------------------------------ |
| Gatterstädt                                           | 11. Mai 1995   | Die Ortschaften von Querfurt (anklickbare Karte) |
| Grockstädt (mit Kleineichstädt und Spielberg)         | 1. Januar 2004 | Die Ortschaften von Querfurt (anklickbare Karte) |
| Leimbach                                              | 1. Januar 2004 | Die Ortschaften von Querfurt (anklickbare Karte) |
| Lodersleben                                           | 11. Mai 1995   | Die Ortschaften von Querfurt (anklickbare Karte) |
| Querfurt (mit Ortsteilen a)                           | –              | Die Ortschaften von Querfurt (anklickbare Karte) |
| Schmon (mit Hermannseck, Oberschmon und Niederschmon) | 1. Januar 2004 | Die Ortschaften von Querfurt (anklickbare Karte) |
| Vitzenburg (mit Liederstädt, Pretitz und Zingst)      | 1. Januar 2004 | Die Ortschaften von Querfurt (anklickbare Karte) |
| Weißenschirmbach (mit Birkenschäferei und Gölbitz)    | 1. Januar 2004 | Die Ortschaften von Querfurt (anklickbare Karte) |
| Ziegelroda (mit Landgrafroda)                         | 1. Januar 2004 | Die Ortschaften von Querfurt (anklickbare Karte) |

Zuerst wurden am 11. Mai 1995 Gatterstädt und Lodersleben aus der Verwaltungsgemeinschaft Querfurt eingemeindet. Dann wurden am 1. Januar 2004 die ehemals selbstständigen sechs Gemeinden aus der Verwaltungsgemeinschaft Forst Hermannseck, nämlich Grockstädt, Leimbach, Schmon, Vitzenburg, Weißenschirmbach und Ziegelroda, eingemeindet.

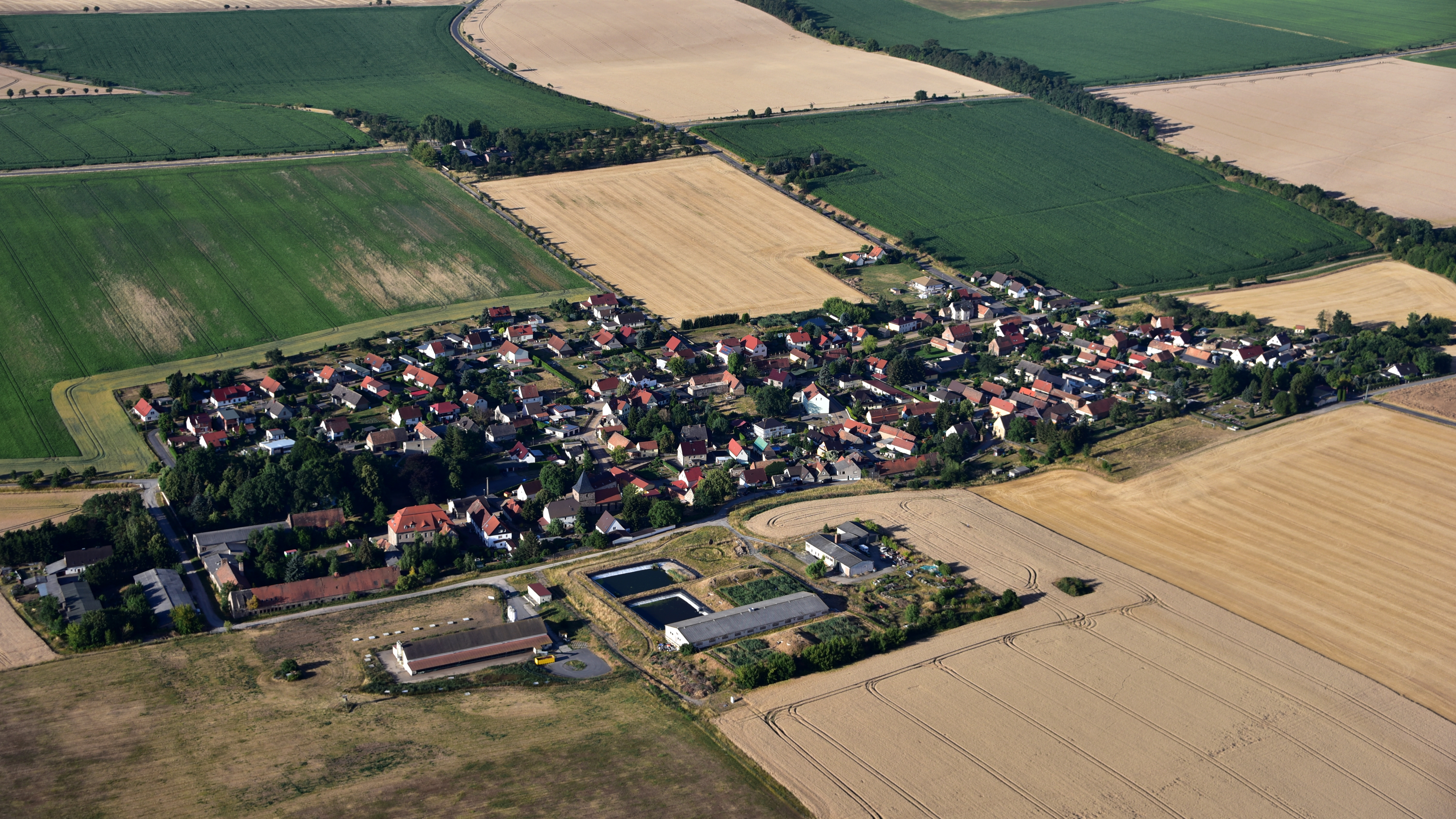
Leimbach, Luftaufnahme (2018)

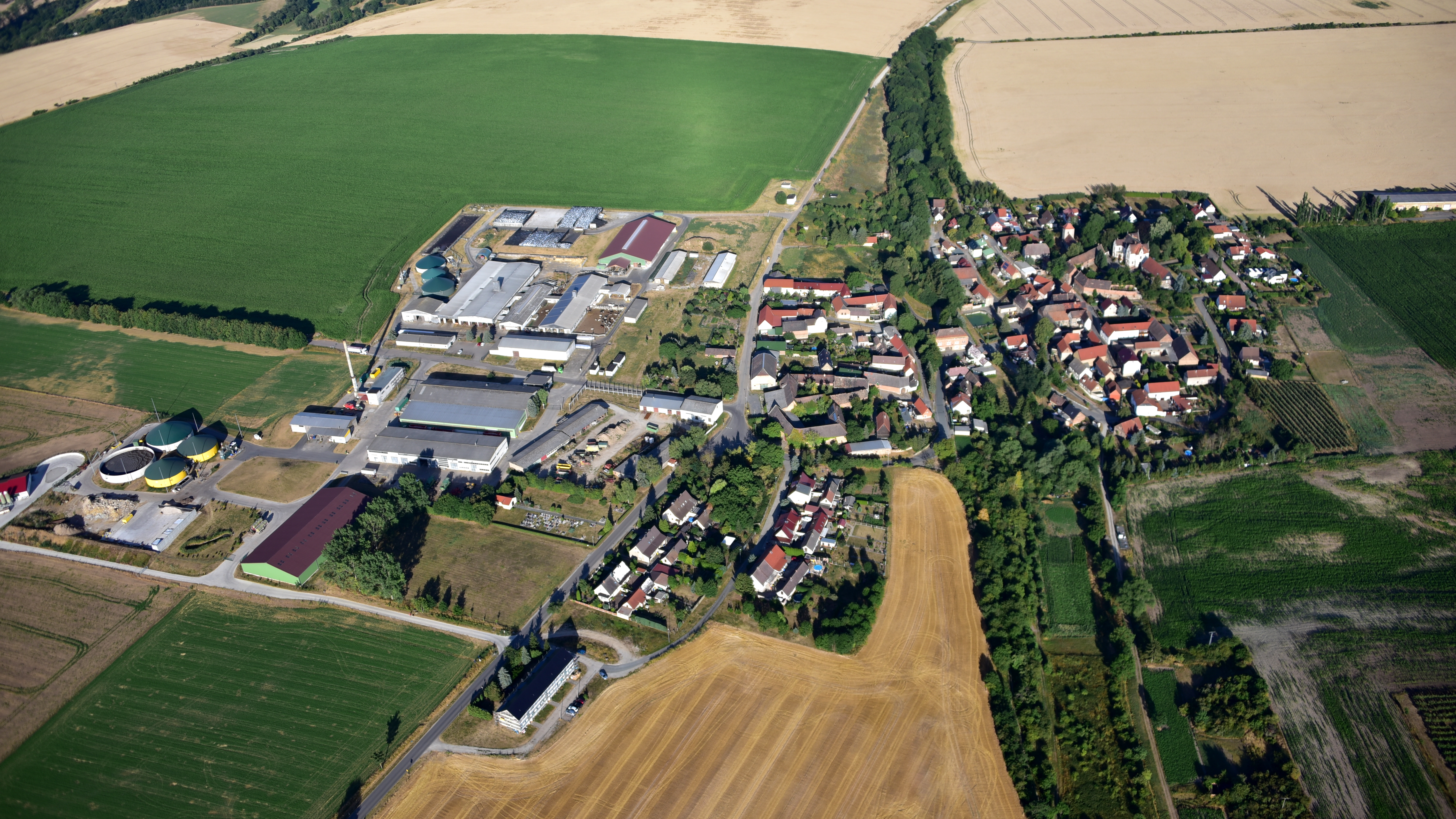
Kleineichstädt, Luftaufnahme (2018)

### Nachbargemeinden
Nachbargemeinden sind Allstedt (Landkreis Mansfeld-Südharz) und Farnstädt im Norden, Obhausen, Nemsdorf-Göhrendorf und Barnstädt im Osten, Nebra und Kaiserpfalz (beide Burgenlandkreis) im Süden und Roßleben-Wiehe (Kyffhäuserkreis) im Westen.

## Geschichte

### Ur - Und Frühgeschichte
Auf bronzezeitliche Spuren weist das Depot von Querfurt.
Die fruchtbaren Schwarzerdeböden der Querfurter Platte lockten bereits in der Ur- und Frühgeschichte Menschen in die Region. Erste Spuren menschlicher Besiedlung reichen bis in das 8. Jahrtausend v. Chr. zurück. Zwischen 3.500 und 2.800 v. Chr. siedelten sich hier Bauern der Salzmünder bzw. Bernburger Kultur an. Das Großsteingrab Langeneichstädt unweit von Querfurt ist hierfür charakteristisch. Aus der Zeit der Schnurkeramik und der Glockenbecherkultur stammen zahlreiche Grabhügel die noch heute rudimentär, perlenschnurartig aufgereiht, im Ziegelrodaer Forst erhalten sind.
Die Aunjetitzer Kultur ist bestimmend für die Frühbronzezeit (2.200–1.600 v. Chr.) in Mitteldeutschland. Mit ihr verbunden ist der Fund der weltbekannten Himmelsscheibe von Nebra auf dem Mittelberg im Ziegelrodaer Forst. Nachweise für eine Besiedlung dieser Kultur fanden sich beispielsweise im Bereich des Vorburggeländes der Burg Querfurt oder auch nahe der Ortschaft Schmon in Form eines Hortfundes bestehend aus u. a. zwei bronzenen Schwertern. Auch aus der Eisenzeit (um 800 v. Chr.) lassen sich Siedlungsspuren, insbesondere im Bereich des heutigen Friedhofs und entlang der Querne, in Querfurt nachweisen. Gräber aus der Völkerwanderungszeit (4.–6. Jahrhundert n. Chr.) wurden bei der Erschließung des Neubaugebietes Süd entdeckt.

### Mittelalter
Bis zum Sieg der Franken bei der Schlacht an der Unstrut im Jahr 531 gehörte der Raum Querfurt dem Thüringer Reich an.
In einem zwischen 881 und 899 entstandenen Verzeichnis des Zehnten des Klosters Hersfeld wird Querfurt als zehntpflichtiger Ort Curnfurt im Friesenfeld erstmals urkundlich erwähnt. Dort wird auch der heute nicht mehr existente Nachbarort Kunisch genannt.
Querfurt war die Stammburg der Edlen Herren von Querfurt. 974 wird als Geburtsjahr des heiligen Brun von Querfurt als der erste beurkundete Vertreter dieses Adelsgeschlechts angegeben.
In einer Urkunde des Halberstädter Bischofs Gardolf von 1198, wird die innere Stadtmauer erwähnt, was bedeutet, dass Querfurt zu dieser Zeit bereits über Stadtrecht verfügte.
1229 begründeten die Edlen Herren die jüngere Linie der Grafen von Mansfeld.
In die Zeit um 1250 fällt die erste Erwähnung einer Lateinschule. 1357 folgt der Bau einer zweiten, der äußeren Stadtmauer.
Im Jahr 1455 wird vom Bau einer Dingebank, dem Sitz des Gerichtes berichtet.
Die Querfurter Hauptlinie des ansässigen Adelsgeschlechtes erlosch mit dem Tode Brunos XI. im Jahr 1496. Ihr Territorium bildete nach dem Tod das magdeburgische Amt Querfurt.

### Renaissance
Nach dem Tod des letzten der Edlen Herren fiel die Herrschaft Querfurt als „erledigtes Lehen“ 1496 an das Erzbistum Magdeburg. Auf Geheiß von Kardinal Albrecht von Brandenburg fanden umfangreiche Bauarbeiten auf der Burg statt.
1542 fand der erste überlieferte evangelische Gottesdienst statt.
1631 hielt sich der Schwedenkönig Gustav II. Adolf eine Nacht in Querfurt auf. Zu dieser Zeit wurde die Burg erstmals erobert.
Im Prager Separatfrieden des Jahres 1635 fiel die Herrschaft Querfurt an Kursachsen, verblieb allerdings bis 1650 wegen ausstehender Reparationszahlungen noch in schwedischer Hand.
Schwere Stadtbrände der Jahre 1621, 1655 und 1678 prägten die Geschichte Querfurts in der zweiten Hälfte des 17. Jahrhunderts. Nach Überlieferungen wurden 101 Gebäude zerstört. Der Wiederaufbau erfolgte im Stil des Barock, der noch heute in der Altstadt dominierend ist.
1663 wurde Querfurt Sitz des reichsunmittelbaren Fürstentums Sachsen-Querfurt, dem Kurfürst Johann Georg II. landeshoheitliche Rechte zubilligte und Kaiser Leopold I. Sitz und Stimme im Kreistag im Obersächsischen Reichskreis gewährte, daher auch die oft anzutreffende Bezeichnung Sachsen-Weißenfels-Querfurt, obwohl beide Gebietsteile einen staatsrechtlich unterschiedlichen Status hatten.
Mit den Herzögen des Fürstentums Sachsen-Weißenfels ist eine rege Bautätigkeit, insbesondere auf der Burg, verbunden. Auch das Rathaus wurde dem Stil der Zeit angepasst und erhielt zwischen 1699 und 1701 den noch heute den Marktplatz bestimmenden 30 Meter hohen Archivturm.

### Neuere Neuzeit
Die Stadt war bis 1815 Sitz des sächsischen Amtes Querfurt.
Im Zuge des Wiener Kongresses 1815 sprach man das Amt Querfurt dem Königreich Preußen zu. Im Jahr 1819 wurde die Ämterstruktur aufgelöst und der Kreis Querfurt gegründet, der u. a. die Städte Freyburg (Unstrut), Nebra (Unstrut) und Mücheln (Geiseltal) umfasste.
Anlässlich eines Manövers hielt sich der preußische König Friedrich Wilhelm IV. 1844 in Querfurt auf und wohnte im noch heute existierenden Gasthof „Goldener Stern“.
Nach der Reichsgründung von 1871 wurden Zuckerfabrik, Kalkwerk, Eisenbahn, Postgebäude, Amtsgericht, Stadtschule, E-Werk usw. gebaut und zeugen noch heute von der Entwicklung in der „Gründerzeit“. Anfang des 20. Jahrhunderts erhielt Querfurt eine öffentliche Wasserversorgung. Ebenso erfolgte der Anschluss an das Telefonnetz. Um diese Zeit gab es auch einen Pferdemarkt in Querfurt.

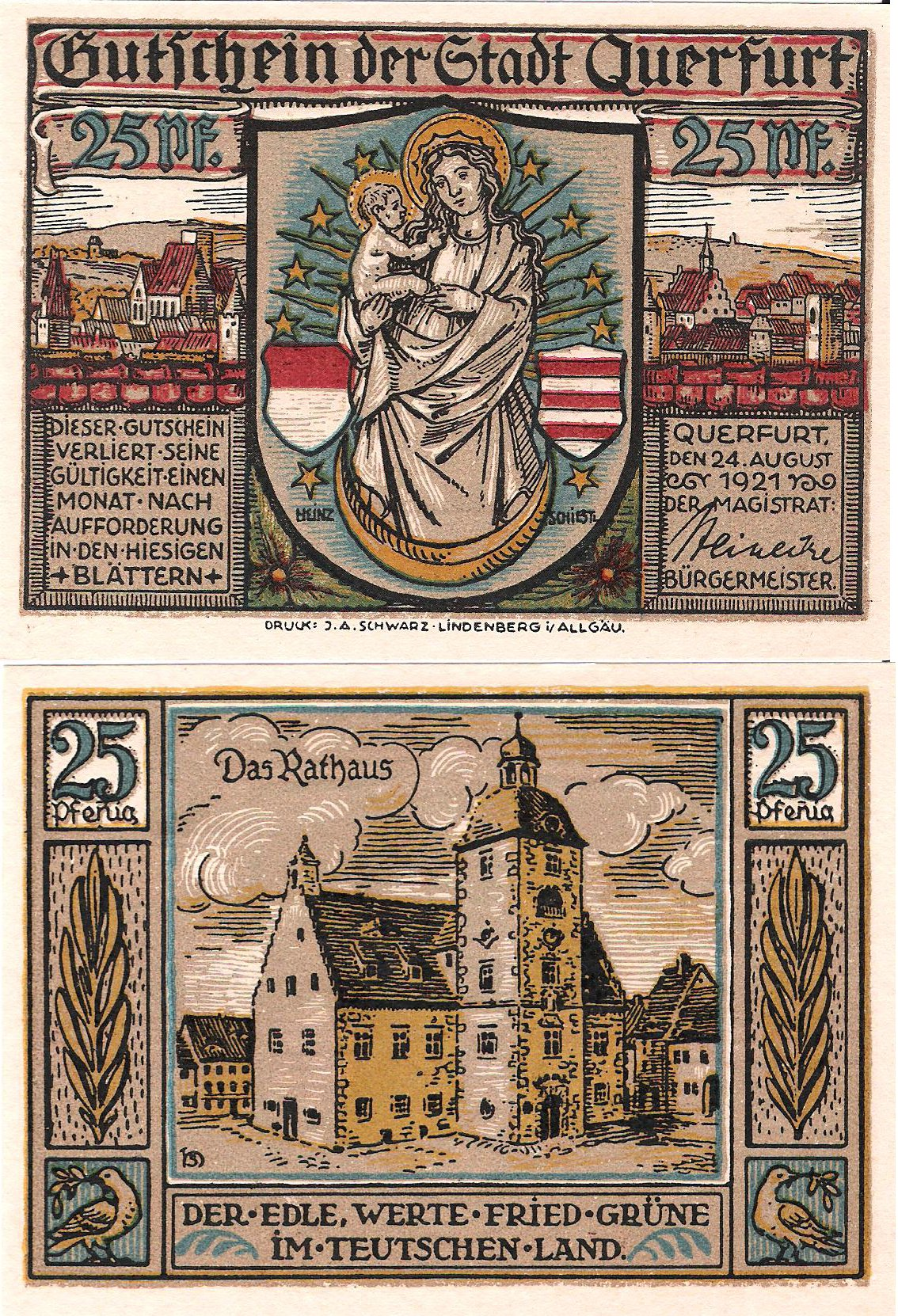
25 Pfennig Notgeld aus dem Jahre 1921

#### Luftangriff
Kurz vor Einmarsch US-amerikanischer Bodentruppen war Querfurt unvorbereitet am 11. April 1945 mittags das Ausweichziel einer Staffel von sechs Bombern vom Typ Douglas A-26 der 9th Air Force, die in Naumburg nicht zum Zuge gekommen waren. Sie warfen ihre Bomben in ein Wohnviertel (An der Geistpromenade, Lindenstraße, Daheimstraße), wobei eine Reihe von Häusern zerstört oder beschädigt und 26 Menschen getötet wurden. Auf der Gedenkstele „An der Geistpromenade“ sind 24 Namen verzeichnet, davon 17 weiblich.

#### Schachproduktion, VEB Holzwaren
Nach dem Kriegsende wurden die größeren Betriebe verstaatlicht und damit in sog. Volkseigene Betriebe umgewandelt. Ein solcher Betrieb in Querfurt war die VEB Holzwaren. Ab 1953 wurden von dieser mit 40 Angestellten Schachfiguren und -Zubehör hergestellt. Die Figuren wurden aus Holz an Drehmaschinen hergestellt, bis auf den Springer, der geschnitzt wurde. Bis zu 14 Arbeitsgänge waren notwendig, um die Schachspiele versandfertig zu gestalten.
Nach der Ausstellung auf der Frühjahrsmesse in Leipzig 1954 wurde zunächst nach Dänemark sowie in die Sowjetunion exportiert. Später wurden Ziele in der ganzen Welt beliefert (Ghana, Kanada, Singapur, Ägypten, Kuba, Pakistan, Australien u. a.). Nachdem anfangs nur die Figuren inklusive Holz-Schächtelchen hergestellt wurden, erfolgte später die Herstellung transportabler Schachtische inklusive des damals dem Zeitgeist entsprechendem, eingelassenen Aschenbechers.
Im Jahre 1960 wurde die internationale 14. Schacholympiade in Leipzig vom VEB Holzwaren aus Querfurt ausgestattet. Drei Jahre später wurde 1963 die gesamte Produktionskraft den Schachartikeln zugeteilt. Zum 1. Juli 1965 wurde der Betrieb mit den VEB Holzwaren Naumburg zusammengeschlossen. Nach Jahren der erfolgreichen Produktion wurde bekannt gegeben, dass die Nachfrage im Wesentlichen gedeckt sei. So wurde der VEB Holzwaren 1976 an die VEB Elmett Hettstedt angeschlossen und produzierte ab dann Zubehör für Fernsehgeräte.
Neben dem VEB Holzwaren gab es in Querfurt eine unabhängige, ca. 100 Jahre bestehende, kleine Tischlerei, die ebenfalls Schachfiguren herstellte. Diese stellte nach der Verstaatlichung im Jahre 1972 die Produktion dieser Artikel ein, um sich anderen Produkten zu widmen.

#### Kreiszugehörigkeit
Querfurt war von 1816 bis 1952 Sitz der Kreisverwaltung des Landkreises Querfurt und von 1952 bis 1994 des Kreises Querfurt, der 1994 mit dem Kreis Merseburg zum Landkreis Merseburg-Querfurt (mit dem Kreissitz in Merseburg) zusammengelegt wurde. Im Jahr 2007 entstand durch den Zusammenschluss der Landkreise Saalkreis und Merseburg-Querfurt der Landkreis Saalekreis.

## Bevölkerung
| Jahr | Einwohner |
| ---- | --------- |
| 1990 | 09.529    |
| 2006 | 12.659    |
| 2010 | 11.833    |
| 2015 | 10.984    |
| 2020 | 10.454    |

| Jahr | Einwohner |
| ---- | --------- |
| 2021 | 10.321    |
| 2022 | 10.045    |
| 2023 | 10.037    |
| 2024 | 10.007    |

Stand: 31. Dezember des jeweiligen Jahres (Angaben des Statistischen Landesamtes Sachsen-Anhalt), ab 2011 auf Basis des Zensus 2011, ab 2022 auf Basis des Zensus 2022
Der starke Anstieg der Einwohnerzahl zwischen 1990 und 2006  ist auf Eingemeindungen zurückzuführen.

## Politik

### Stadtrat
Der Stadtrat von Querfurt besteht aus 28 Mitgliedern und dem Bürgermeister. Die Kommunalwahl am 9. Juni 2024 führte bei einer Wahlbeteiligung von 61,5 % zu folgendem Ergebnis:
| Partei / Wählergruppe | Stimmenanteil 2019 | Sitze 2019 |        | Stimmenanteil 2024 | Sitze 2024 |
| --------------------- | ------------------ | ---------- | ------ | ------------------ | ---------- |
| Freie Liste Querfurt  | 25,7 %             | 7          | 36,8 % | 10                 |            |
| AfD                   | 19,0 %             | 5          | 28,8 % | 08                 |            |
| CDU                   | 13,3 %             | 4          | 13,1 % | 04                 |            |
| Die Linke             | 11,5 %             | 3          | 07,0 % | 02                 |            |
| FDP                   | 13,8 %             | 4          | 06,5 % | 02                 |            |
| SPD                   | 13,5 %             | 4          | 06,4 % | 02                 |            |
| Bündnis 90/Die Grünen | 03,3 %             | 1          | 01,5 % | –                  |            |
| Insgesamt             | 100 %              | 28         | 100 %  | 28                 |            |

### Bürgermeister
- 1990–2015: Peter Kunert (FDP)
- 2015–2017: Nicole Rotzsch (CDU)
- seit 2017: Andreas Nette (SPD)

Rotzsch wurde am 1. März 2015 mit 53,2 % der gültigen Stimmen zur Bürgermeisterin gewählt. Im Juni 2017 erklärte sie, dass sie am 6. August 2017 von diesem Posten zurücktreten werde, um Geschäftsführerin der Heilpädagogischen Hilfe Querfurt zu werden.
Am 24. September 2017 wurde Nette mit 70,6 % der gültigen Stimmen zu ihrem Nachfolger gewählt. Am 9. Juni 2024 wurde er ohne Gegenkandidat mit 87,2 % der gültigen Stimmen in seinem Amt bestätigt. Seine Amtszeit beträgt sieben Jahre.

### Wappen
| Wappen von Querfurt | Blasonierung: „In Blau eine sitzende silberngekleidete, goldgekrönte Mondsichelmadonna mit dem nackten Jesusknaben auf dem Arm, beide nimbiert und von einem Strahlenkranz mit goldenen Sternen umgeben; ihnen zur Seite zwei kleine Schilde: der vordere geteilt von Rot und Silber, der hintere siebenmal geteilt von Silber und Rot.“ |
| Wappen von Querfurt | |

### Flagge
Die Flagge ist rot-weiß (1:1) gestreift (Querform: Streifen waagerecht verlaufend, Längsform: Streifen senkrecht verlaufend) und mittig mit dem Stadtwappen belegt.

### Dienstsiegel
Die Stadt führt ein Dienstsiegel mit der Umschrift „STADT QUERFURT“ das Siegelbild ist das Wappen der Stadt.

### Partnerstädte
- Karlstadt in Bayern – Karlstadt wurde 1202 von Konrad von Querfurt, dem damaligen Bischof von Würzburg, gegründet. Aufgrund dieser Beziehung besiegelten die beiden Städte im Jahr 1990 ihre Partnerschaft.
- Giżycko (Lötzen) in Polen – Im Jahr 1009 soll Brun von Querfurt beim Versuch der Missionierung der heidnischen Prußen in Lötzen erschlagen worden sein. Bis heute wird er als Heiliger Brun verehrt. 2003 schlossen die Städte Querfurt und Giżycko einen Partnerschaftsvertrag. Später wurde dieser Vertrag auf den Landkreis Saalekreis und die Woiwodschaft Ermland-Masuren ausgeweitet.

## Sehenswürdigkeiten und Kultur

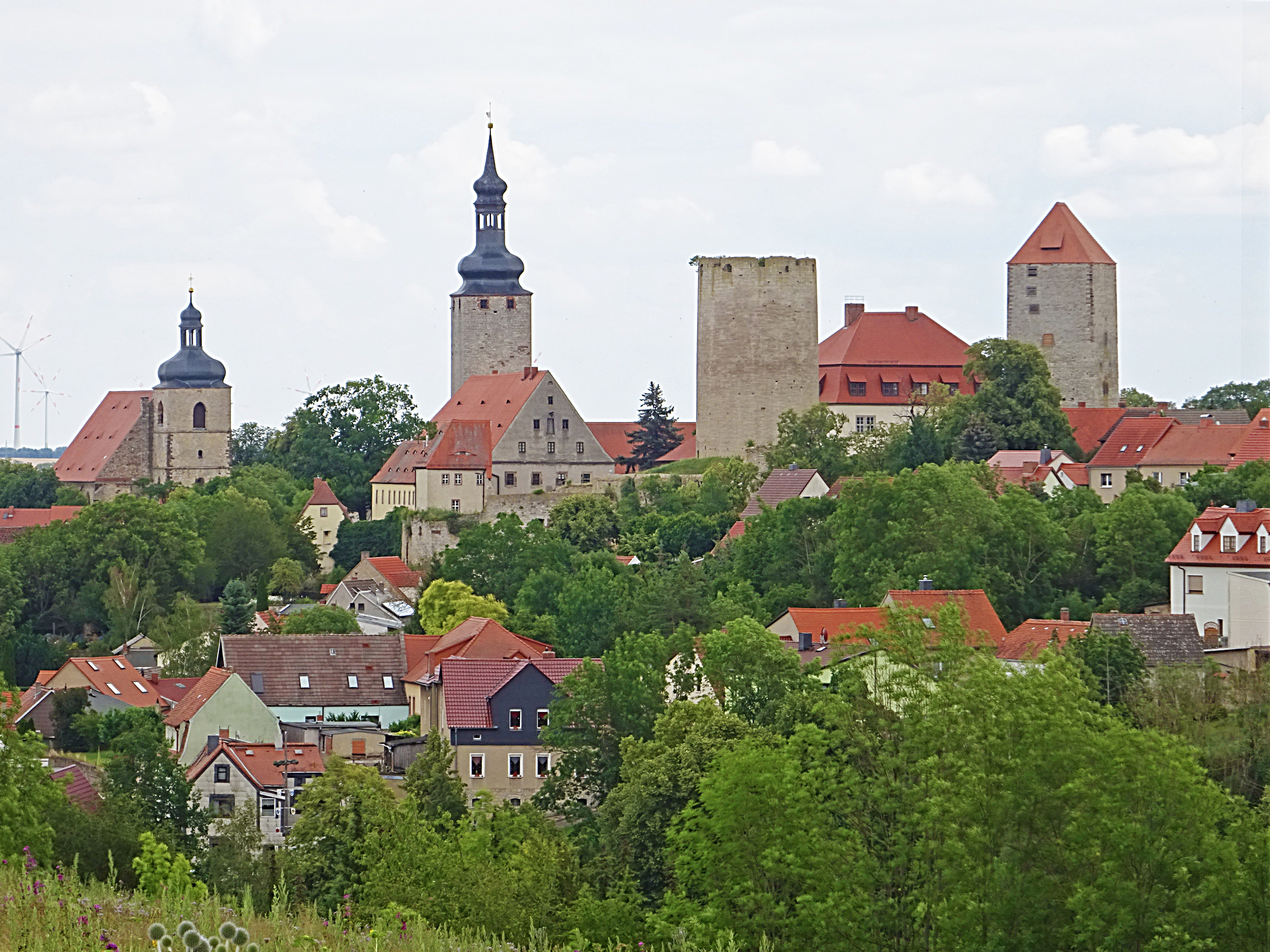
Querfurts Skyline von links nach rechts: St. Lamberti, Pariser Turm, Dicker Heinrich, Fürstenhaus und Marterturm

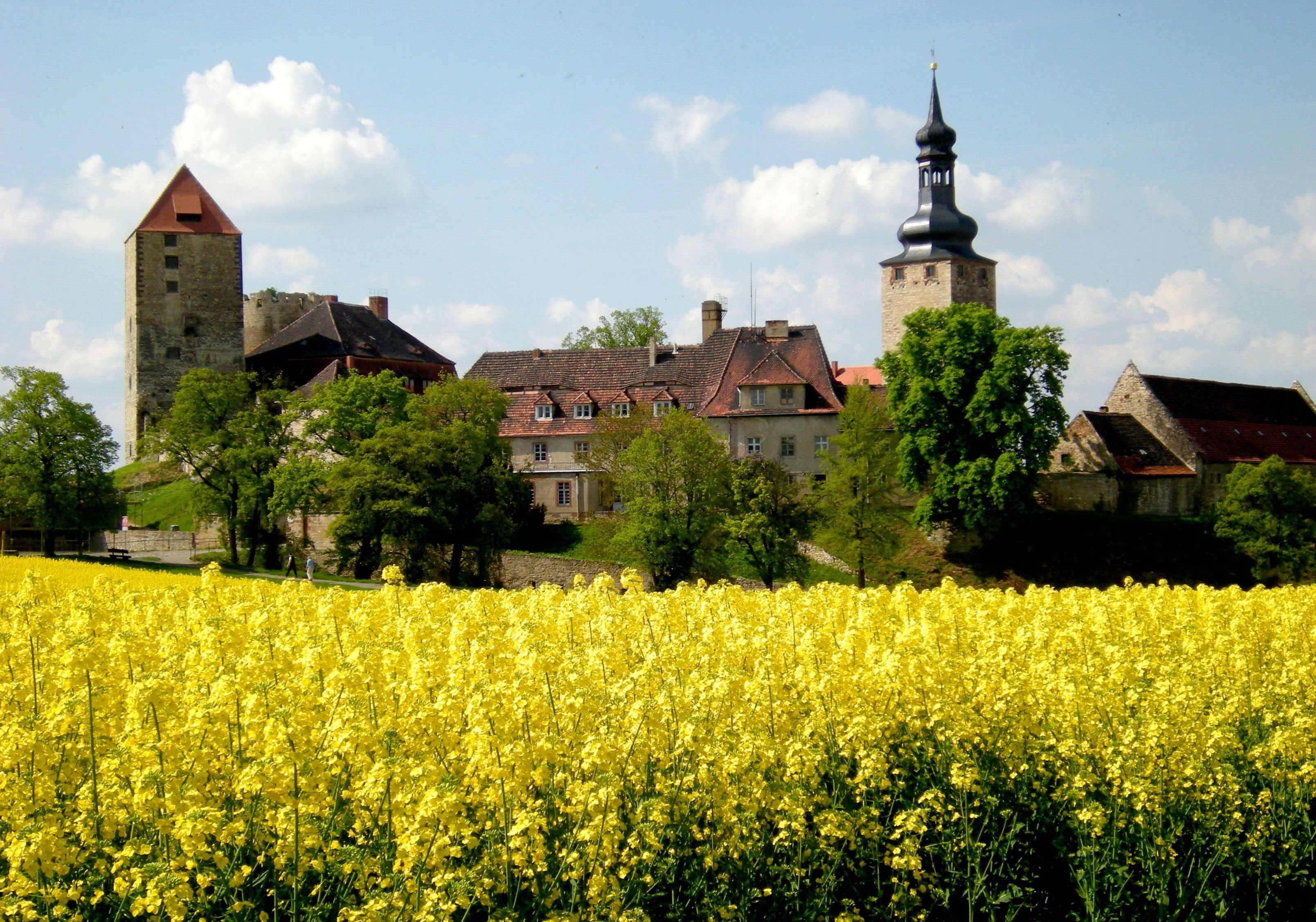
Burg mit Rapsfeld

### Altstadt
Die Querfurter Altstadt wurde seit 1991 aus Förderprogrammen fast vollständig saniert und bietet einen durchgängig renovierten Bestand an kleinstädtischen Ackerbürgerhäusern, umgeben von einer inneren sowie äußeren Stadtmauer.
Obwohl große Teile der Innenstadt im 17. Jahrhundert durch zwei schwere Brände zerstört wurden, ist der mittelalterliche Straßenplan von Querfurt noch heute gut erkennbar. Das Frührenaissance-Rathaus am Marktplatz und die spätgotische Hallenkirche aus dem 15. Jahrhundert sind die bedeutendsten historischen Gebäude der Altstadt. In den verwinkelten Gassen gibt es kleine Geschäfte sowie Gaststätten und Cafés. Auf dem typisch sächsischen Marktplatz, der schon im Mittelalter das Zentrum der Stadt war, findet immer mittwochs und samstags ein Markt statt.

### Bauwerke
- Burg Querfurt
- Marktplatz und Rathaus
- Lambertikirche
- Stadtmauer

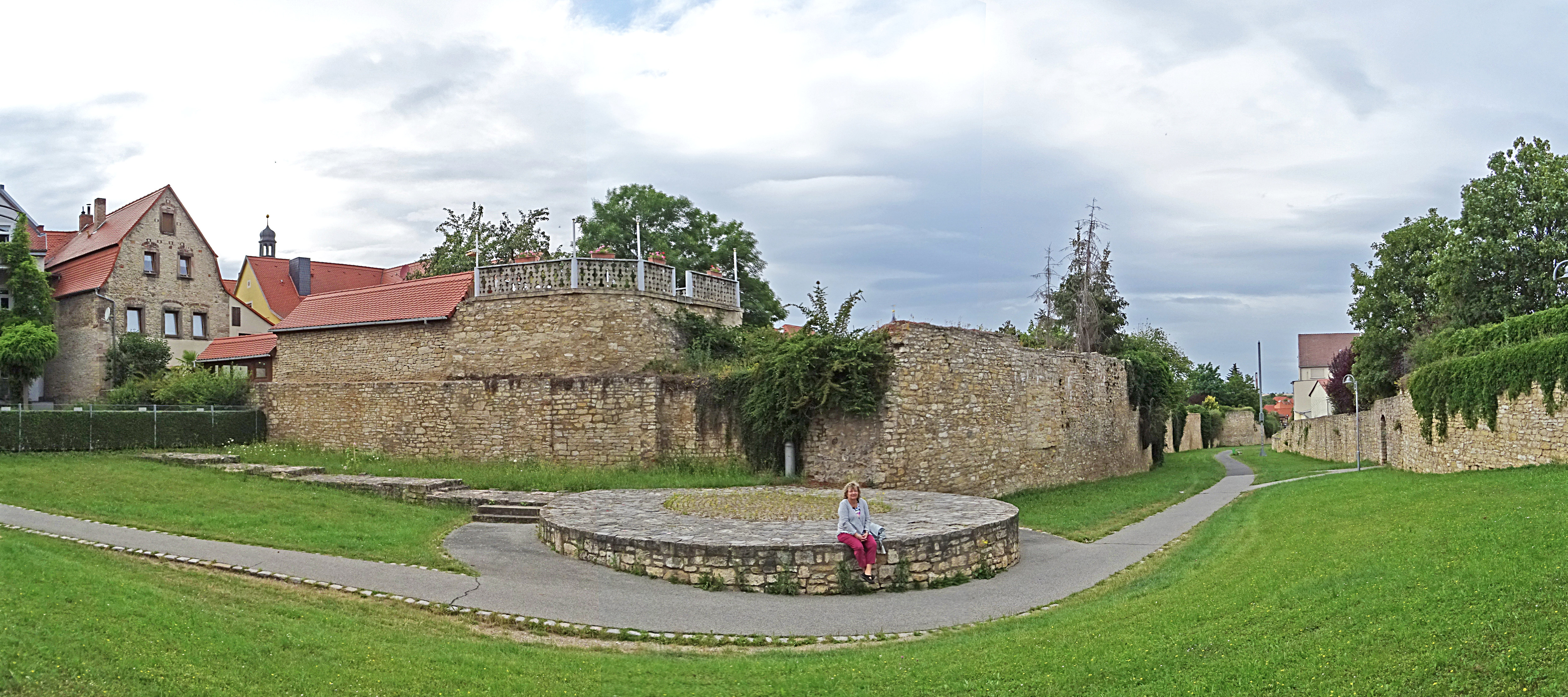
Am Schießgraben
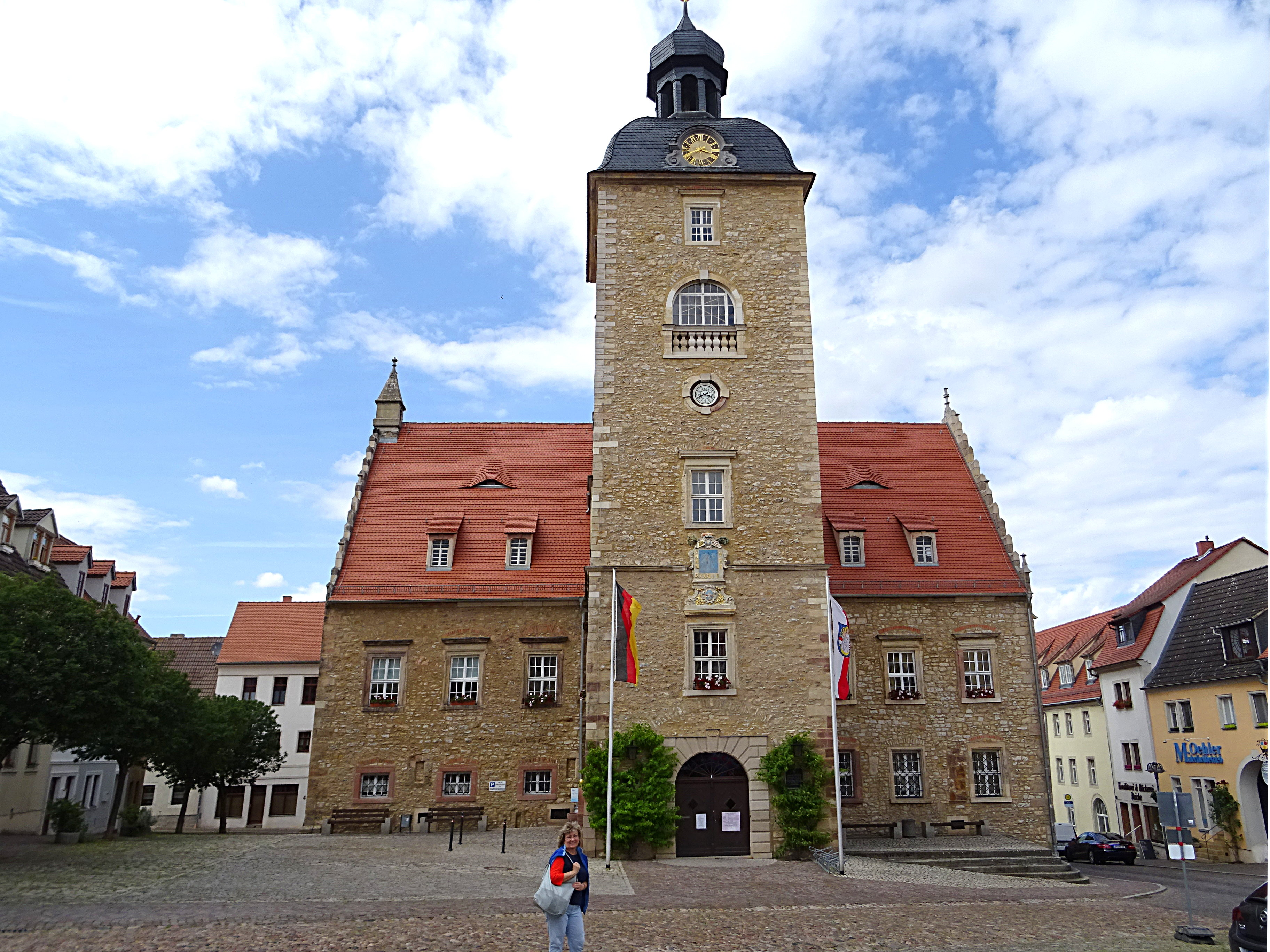
Rathaus
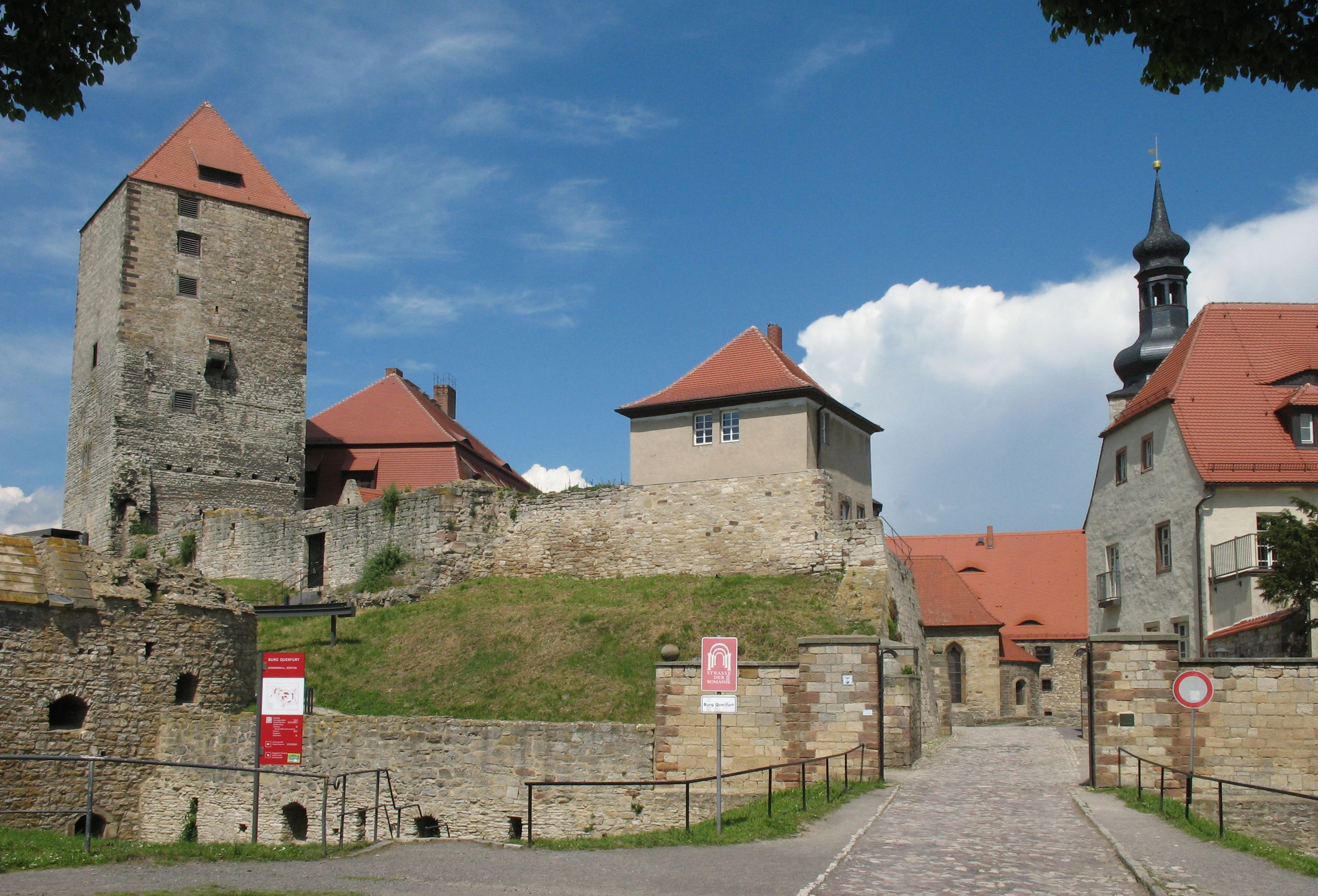
Südtor der Burg
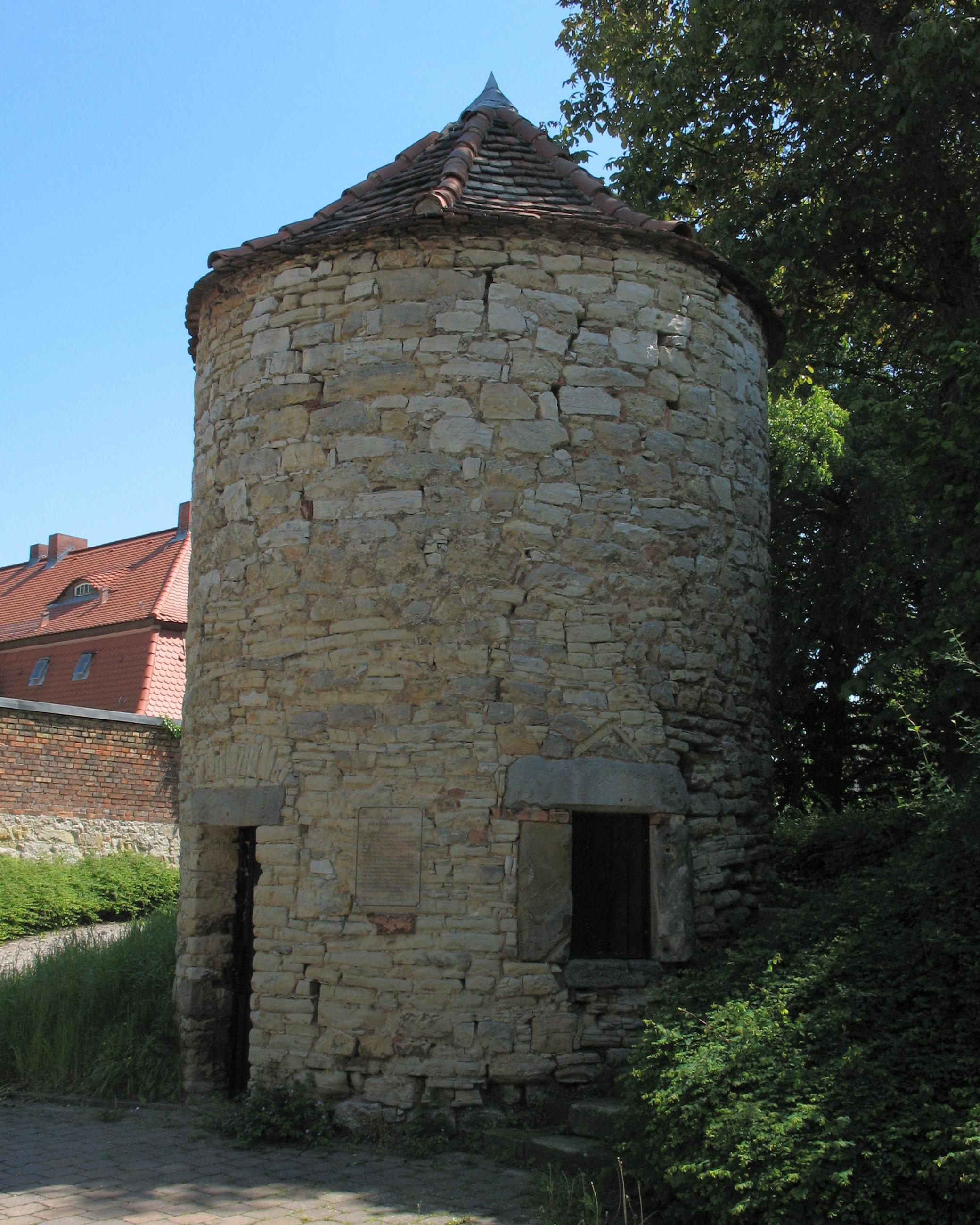
Wehrturm
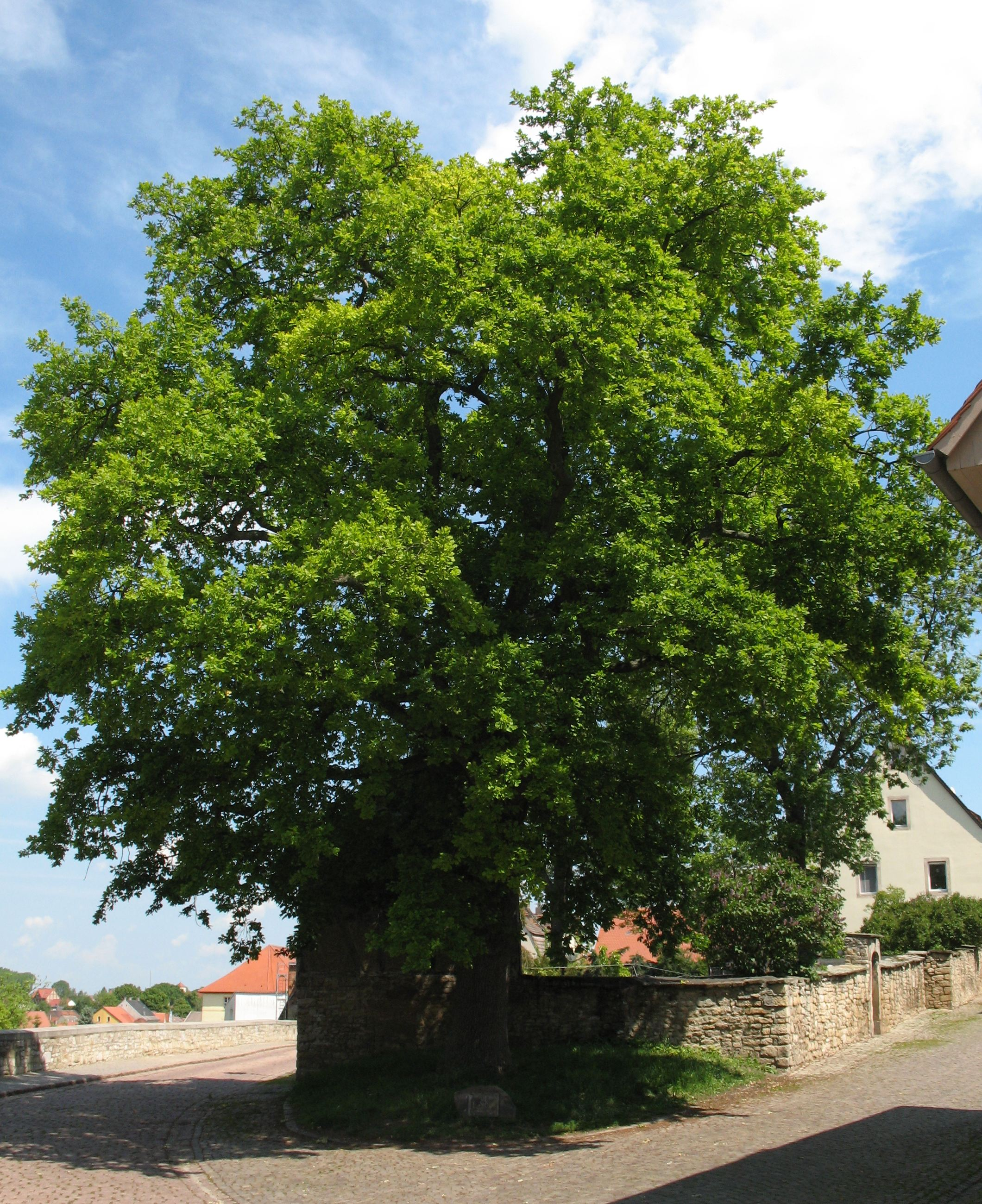
Friedenseiche
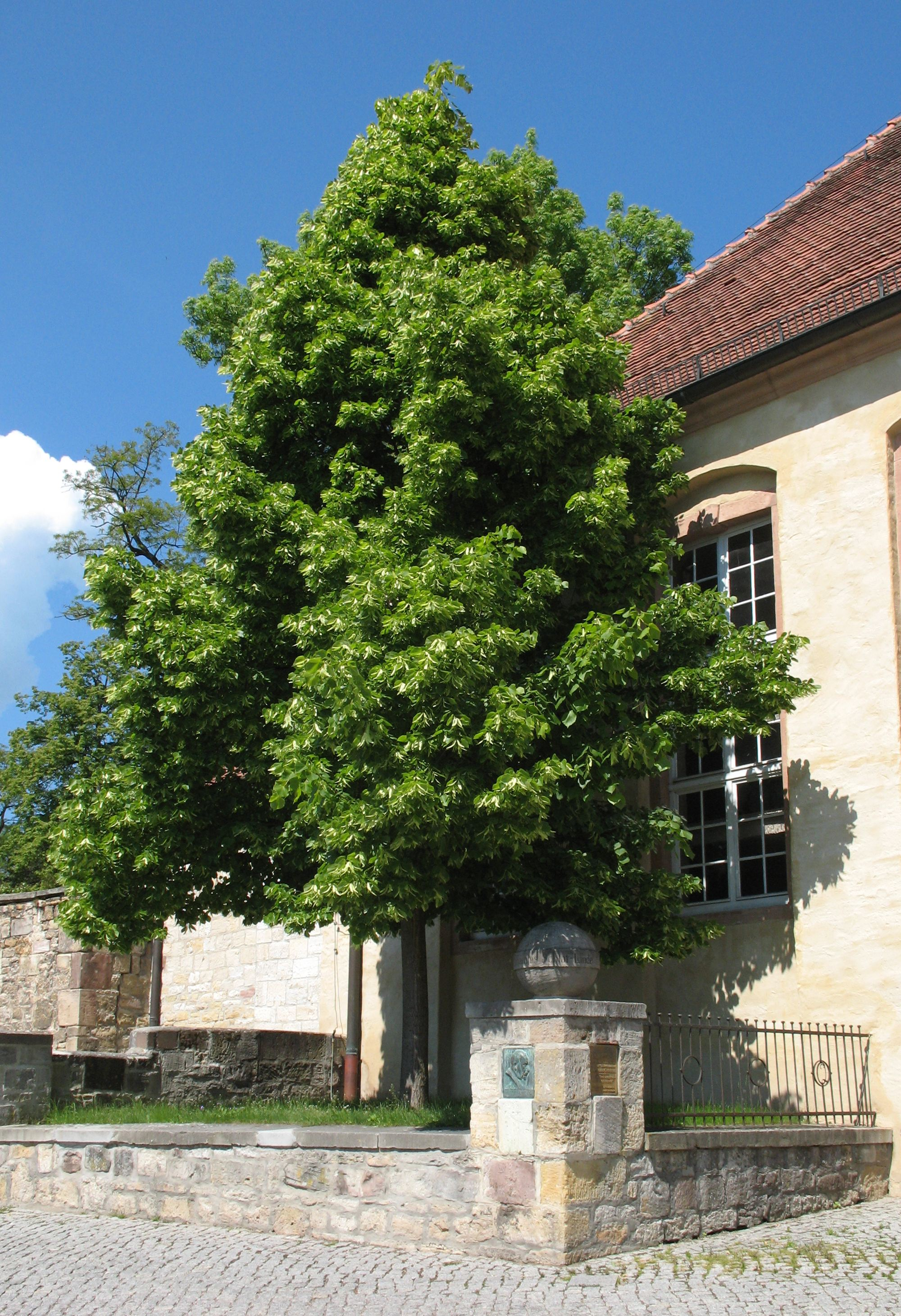
Johannes-Schlaf-Linde
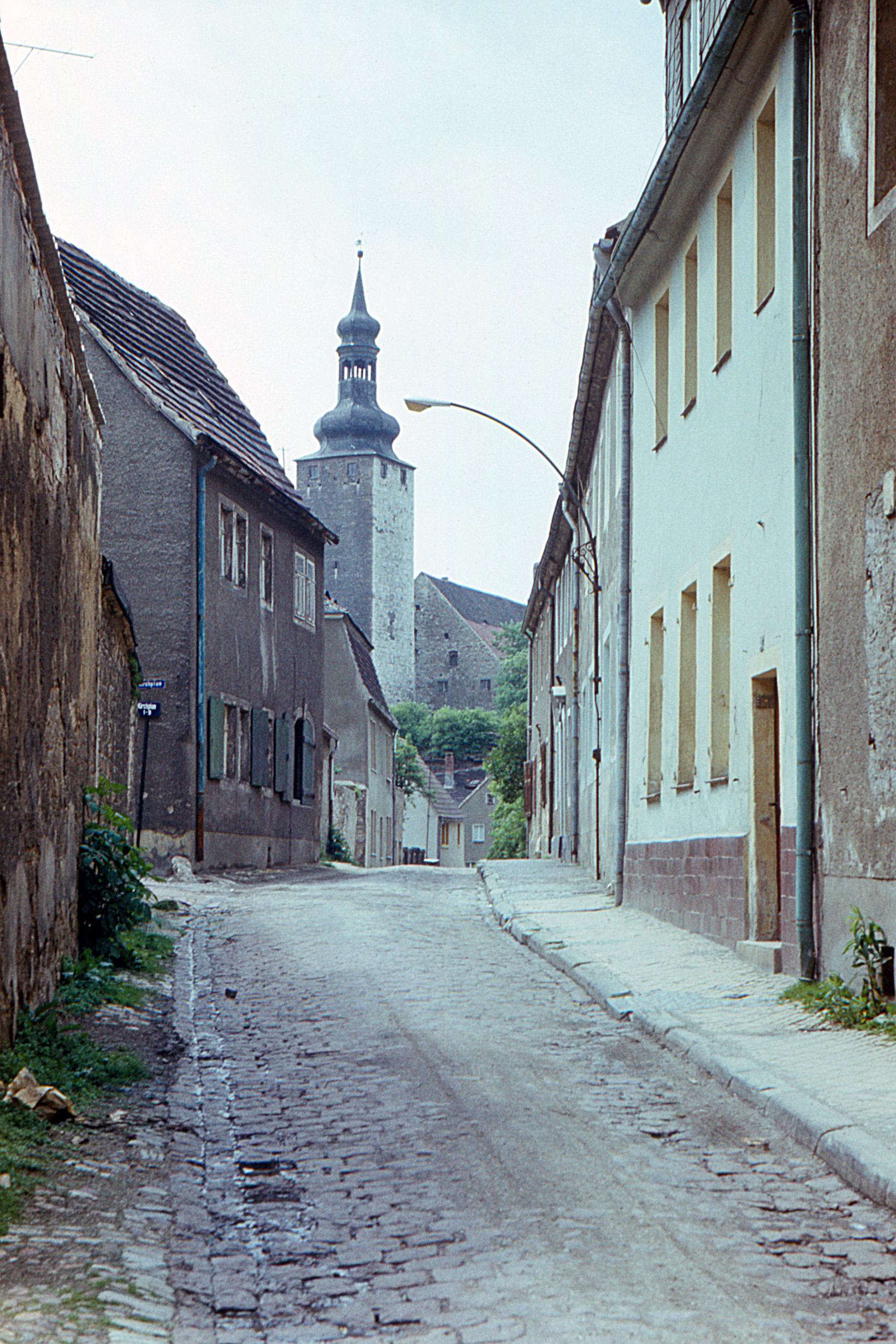
Burgstraße mit Pariser Turm, Zustand 1981
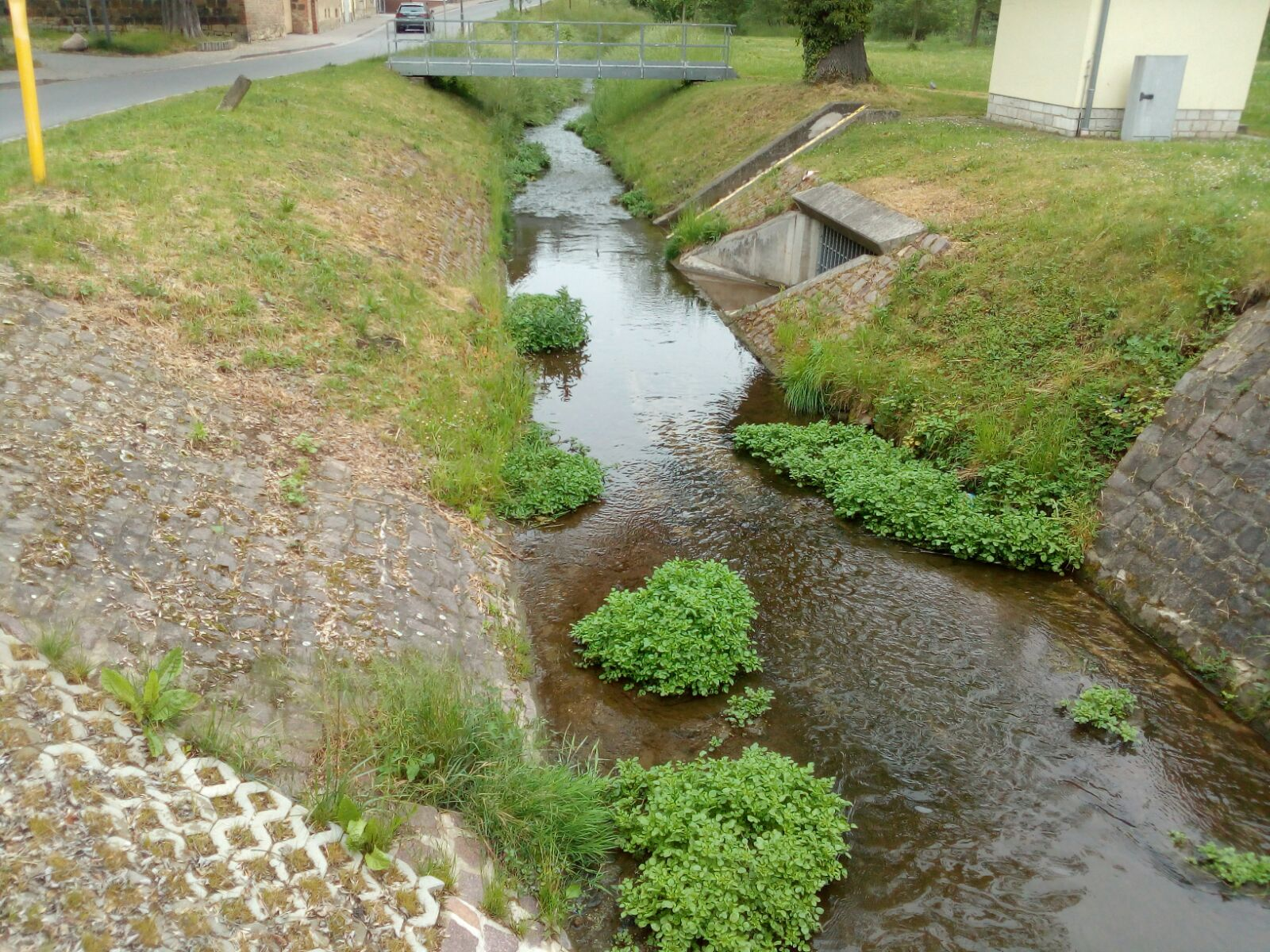
Querne in Querfurt-Thaldorf

### Gedenkstätten

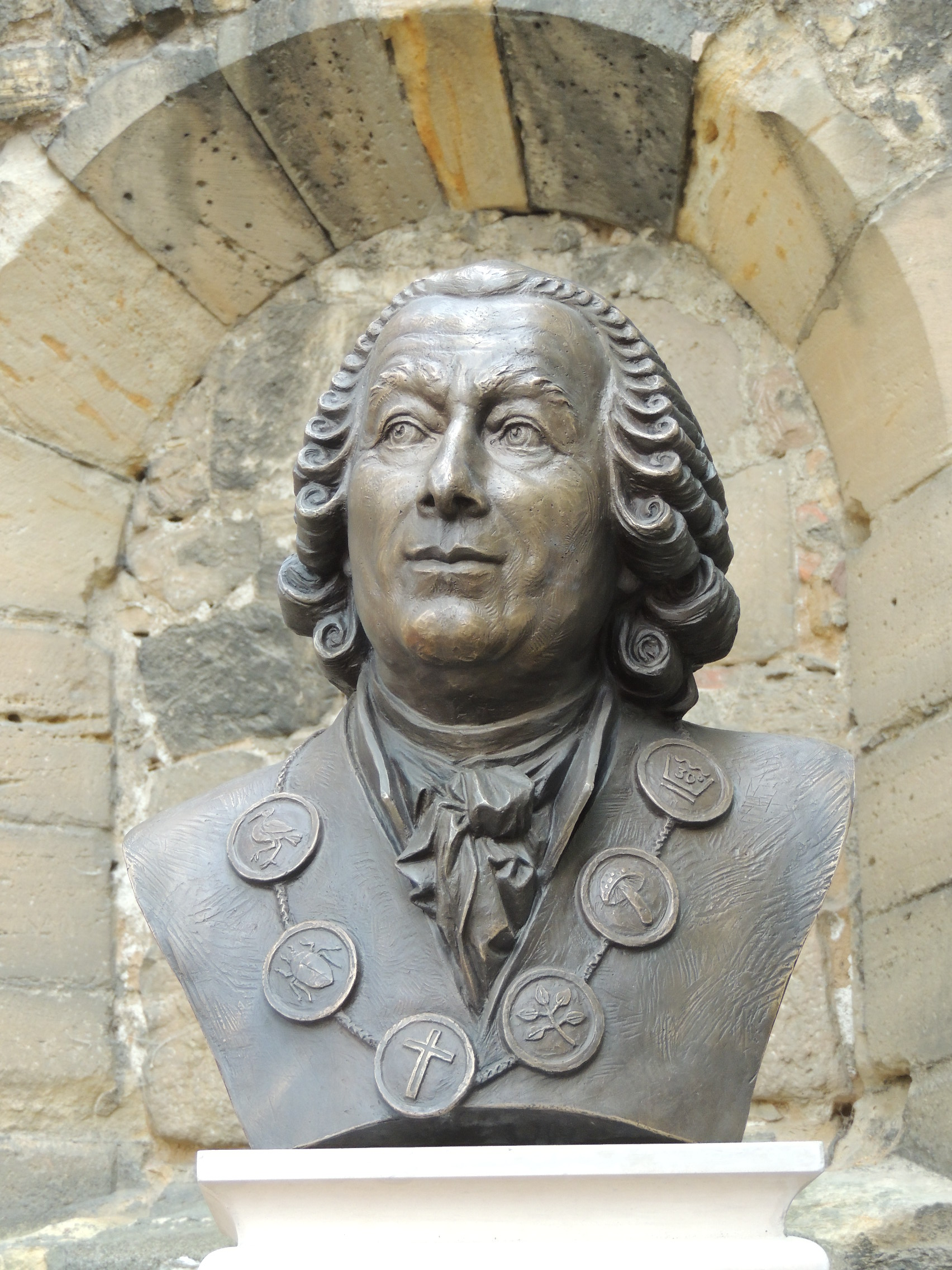
Jacob Christian Schäffer

- Gedenkstele in der Straße „An der Geistpromenade“ für die Opfer des US-Luftangriffs am 11. April 1945[16] Sie wurde 2016 mit Spenden der Bevölkerung erneuert. Über den 24 Namen liest man die Inschrift: „Am 11.4.1945 fielen dem amerikanischen Bombenterror 24 Bürger der Kreisstadt Querfurt zum Opfer“.
- Gedenktafel am Südeingang des Rathauses für den Antifaschisten Otto Dietrich, der 1945 an den Folgen der KZ-Haft starb. Auf dem Ortsfriedhof wird er auch durch einen Gedenkstein geehrt.
- Gedenktafel am Haus Kirchplan 7, dem Geburtshaus des Naturforschers Jacob Christian Schäffer, hier geehrt als „Begründer der Pilzkunde und Erfinder des Holzpapiers“. Diese Tafel stammt aus dem Jahr 1968; äußerer Anlass war der 250. Geburtstag Schäffers. 2013 wurde am gleichen Haus eine weitere Tafel angebracht, die ausführlicher über Schäffers Forschungen informiert. Am 2. Juni 2018 wurde auf dem Kirchplan zum 300. Geburtstag des Querfurter Theologen, Erfinders und Naturforschers ein Denkmal enthüllt, geschaffen von dem Quedlinburger Metallkünstler Jochen Müller.

### Parks
- Archäologiepark (Fundort der Himmelsscheibe von Nebra in der nahen Stadt Nebra)
- Stadtpark Querfurt an der Merseburger Straße.

### Regelmäßige Veranstaltungen
- Osterfeuer in Querfurt, jährlich am Karsamstag, vor der Burg
- Osternacht in Lodersleben, jährlich am Karsamstag, an der Kirche St. Pankratius
- Pfingstfest in Oberschmon, jährlich am Pfingstwochenende
- Pfingstfest in Liederstädt, jährlich am Pfingstwochenende
- Pfingstfest in Thaldorf, jährlich am Pfingstwochenende
- Pfingstfest in Kleineichstädt
- Pfingstfest in Spielberg
- „Knoblauchmittwoch“ in Thaldorf, jährlich am Mittwoch nach Pfingsten
- Burgfest in Querfurt, jährlich am 3. Wochenende im Juni
- Dorffest in Grockstädt, jährlich am letzten Wochenende im Juni
- Parkfest in Gatterstädt, jährlich am letzten Wochenende im Juni
- Heimatfest in Lodersleben, jährlich am ersten Wochenende im Juli
- Dorffest in Leimbach, jährlich am dritten Wochenende im Juli
- Dorffest in Spielberg im August
- Dorffest in Weißenschirmbach, jährlich am zweiten Wochenende im August
- Bauernmarkt in Querfurt, jährlich am 3. Wochenende im September
- „Nikolausmarkt“ im Wohngebiet Süd, jährlich Anfang Dezember
- Weihnachtsmarkt in Lodersleben, jährlich am 3. Advent
- „Weihnachtszauber“ auf Burg Querfurt, jährlich am 4. Adventswochenende
- Return to Strength Festival[17] – seit 2011 jährlich ausgetragenes Hardcore-Punk Festival-in Querfurt

## Wirtschaft und Infrastruktur

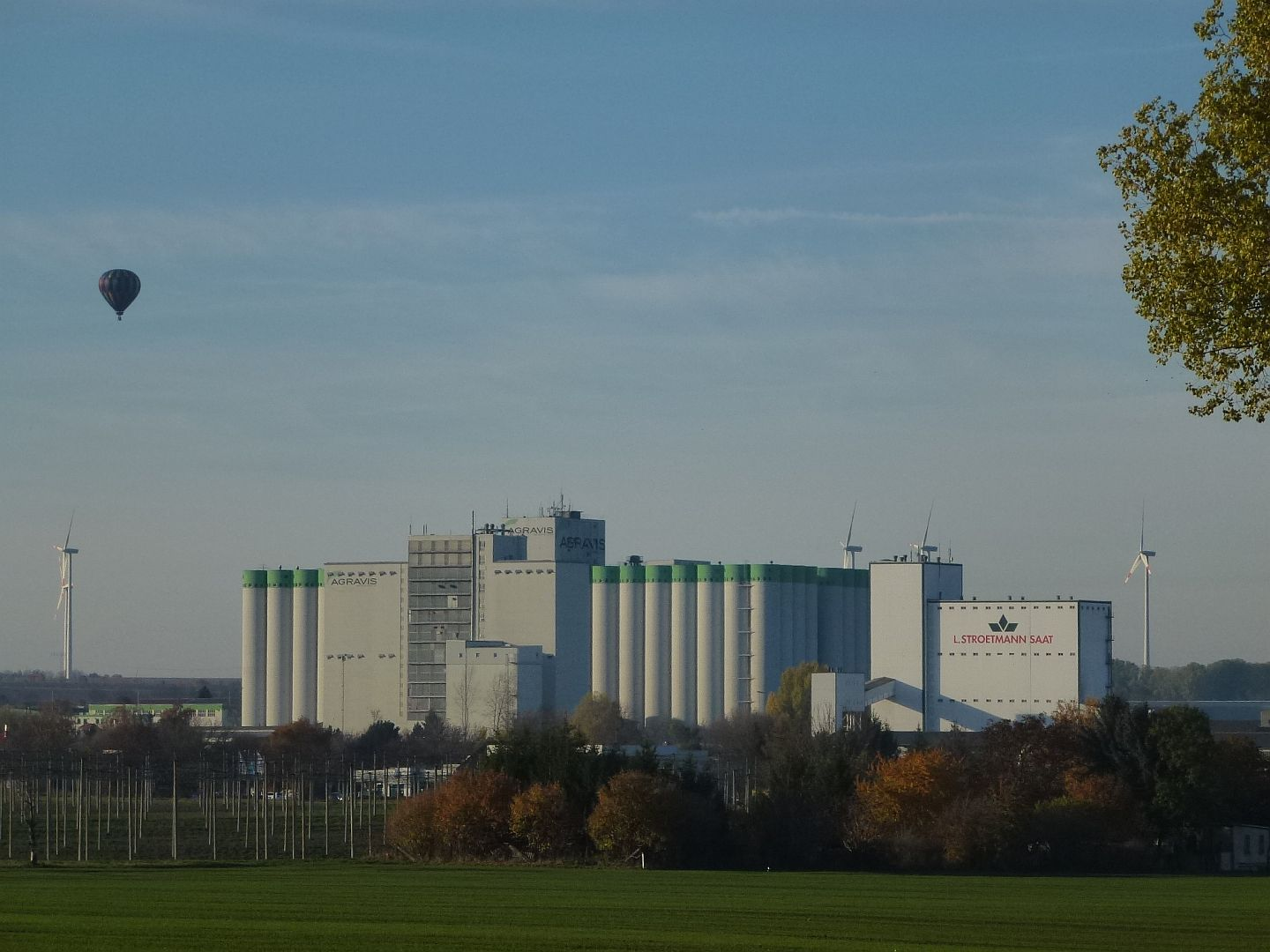
L. Stroetmann Saat

### Wirtschaft
Die Firma L. Stroetmann Saat unterhält in Querfurt eine Produktionsstätte.

### Verkehr
Die Stadt ist durch eine Ortsumgehung an die Bundesstraßen 180 und 250 sowie an die Bundesautobahn 38 angebunden.
Der Bahnhof Querfurt ist Endbahnhof der Bahnstrecke Merseburg–Querfurt, die von der Linie S 11 Halle–Merseburg–Querfurt der S-Bahn Mitteldeutschland bedient wird. Auf der Linie werden von DB Regio Triebwagen vom Typ Alstom Coradia A TER (DB-Baureihe 641) eingesetzt. Die seit 1884 bestehende Bahnstrecke nach Röblingen am See wurde 2005 und deren seit 1904 bestehende Weiterführung nach Vitzenburg 2003 stillgelegt.
Durch den PlusBus des Landesnetzes Sachsen-Anhalt sowie dem Mitteldeutschen Verkehrsverbund verkehren folgende Verbindungen ab Querfurt:
- Linie 312: Querfurt ↔ Steuden ↔ Teutschenthal ↔ Eisdorf ↔ Halle
- Linie 700: Querfurt ↔ Farnstädt ↔ Rothenschirmbach ↔ Bischofrode ↔ Lutherstadt Eisleben
- Linie 728: Querfurt ↔ Schafstädt ↔ Bad Lauchstädt ↔ Knapendorf ↔ Merseburg

### Gesundheit
Das Carl-von-Basedow-Klinikum, benannt nach dem Merseburger Arzt Carl von Basedow, ist das einzige Krankenhaus im Saalekreis; es hat ca. 650 Betten. Es ist eines von neun Krankenhäusern der Schwerpunktversorgung in Sachsen-Anhalt. Zehn Kliniken befinden sich am Standort Merseburg, drei am Standort Querfurt. Träger ist der Landkreis. Es dient als akademisches Lehrkrankenhaus der Martin-Luther-Universität Halle-Wittenberg.

### Auszeichnungen
- 2020 erreichte die Stadt beim Engagementwettbewerb „Machen!2020“ den 1. Platz.
- Im selben Jahr bekam sie beim bundesweiten Wettbewerb „Naturstadt – Kommunen schaffen Vielfalt“ für das Projekt „Querfurt blüht auf“ eine von 40 Prämien im Wert von 25.000 Euro.[18]